# Gaultheria vernalis
Gaultheria vernalis là một loài thực vật có hoa trong họ Thạch nam. Loài này được Kunze ex DC. mô tả khoa học đầu tiên năm 1839.